# Aristodem de Tebes
Aristodem de Tebes (en llatí Aristodemus, en grec Ἀριστόδημος) va ser un escriptor i historiador grec que va escriure un treball històric, Θηβαϊκά, sobre la seva ciutat natal (Tebes) mencionat per diversos autors, i sembla que tractava de les antiguitats de la ciutat. Suides cita el segon volum d'aquesta obra.